# Parafia św. Jana Ewangelisty w Ołoboku
Parafia Świętego Jana Ewangelisty w Ołoboku – parafia rzymskokatolicka znajdująca się w diecezji kaliskiej, w dekanacie Ołobok.